# Avspark (TV-program)
Avspark var ett svenskt TV-program om fotboll som gick i kanalerna TV 3, ZTV och Viasat Sport. 
Avspark hade premiär den 29 mars 2004, inledningsvis med Claes Åkeson och Thomas Nordahl som studiovärdar samt Glenn Hysén och Jonas Thern som expertkommentatorer. Programmet sändes till cirka 2006. Avspark återlanserades tillfälligt under några veckor 2008, då med Ola Wenström som programvärd, men idén skrotades till kommande säsong.